# Alina Nelega
Alina Nelega (Marosvásárhely, 1960. december 18. –) román regényíró, drámaíró, rendező, színházi kritikus és újságíró.

## Életrajza
Alina Nelega 1984-ben végzett a Babeș–Bolyai Tudományegyetem Bölcsészkarán, angol-román szakon. A Vatra című folyóiratban debütált, majd az Echinoxban publikált, 1988-ban pedig elnyerte a kolozsvári Tribuna folyóirat prózadíját. 1995-ig a marosvásárhelyi rádió kulturális szerkesztője és három hónapig egy helyi napilap (24 ore mureșene) főszerkesztője volt, majd felhagyott az újságírással, és színházban kezdett dolgozni. 1992-ben kezdett drámákat írni. A londoni Royal Court Theatre drámaírói ösztöndíjat kapott (1999. április-május) a Polygraph (Poligraful) című darabjáért. 2000 decemberében Saviana Stănescu, Radu Macrinici, Ștefan Caraman és Gianina Cărbunariu társaságában részt vett az Ocean-cafe című színházi projektben, amely a Piatra Neamț-i Teatrului Tineretului azonos című előadásával zárult, Radu Afrim rendezésében. Emellett gyermekszínházi szövegek adaptációit, valamint olyan eredeti darabokat írt, mint a Visul lui Moș Crăciun (Mikulás álma) és a Cîntăreții din Brema (Brémai muzsikusok).
Színdarabjait lefordították angol, német, francia, magyar, lengyel, bolgár, olasz, albán, katalán nyelvre; antológiákban, folyóiratokban és kötetekben jelentek meg, az országban és nemzetközi szinten is képviselve vannak. Fordít és rendez előadásokat új szövegekből, workshopokat és mesterkurzusokat tart az országban és nemzetközi szinten. Részt vett drámaírói ülésszakon az Egyesült Királyságban és az Egyesült Államokban. Előadásokkal és workshopokkal állandóan jelen van a hazai és nemzetközi színházi fesztiválokon.
2010 óta egyetemi tanár, a Marosvásárhelyi Művészeti Egyetem Színházművészeti Karán a drámaírás mesterszak vezetője. 2015 óta habilitált professzor és doktori iskolát vezet az UAT doktori iskolájában. 2012 és 2017 között a Marosvásárhelyi Nemzeti Színház Liviu Rebreanu Társulatának művészeti vezetője volt.
1997-1999 között a Dramafest fesztivál három kiadását szervezte és vezette, színházi folyóiratokat szerkesztett: Postscenium, ultimaT és az új dramaturgia (dramaturgie nouă) kétnyelvű antológiáit. 2000 és 2010 között az Ariel Színház (Teatrului Ariel) underground programját vezette. 2013 óta a Fabulamundi európai projekt koordinátora.
Angolból fordított, főleg színházi műveket: Mark Medoff, Alan Ayckbourn, Saul Bellow, David Harrower, Mark Ravenhill, Eve Ensler.

## Idézet
„Bár korábban is írtam, szinte biztos vagyok benne, hogy abban a pillanatban váltam igazán drámaíróvá, amikor elkezdtem rendezni. Ritkán rendezem a saját darabjaimat, hanem mások új darabjait, ha és amennyiben találok egy darabot, ami tetszik. Írok a Történelemről és történetekről, az Életről és a szereplőim életéről, a valóságukról, legyen az külső vagy belső valóság. Szeretek a színészekkel dolgozni, ők inspirálnak, ők a legerősebb szövetségeseim és legádázabb kritikusaim. Határozottan hiszem, hogy bár általában a rendezőt tekintik az előadás szerzőjének, egy új darab alapján készült előadás különleges eset, és két szerzője van: az író és a rendező.”  

## Díjak és jelölések
- 2001: Premiul UNITER ‘Piesa anului 2001 pentru www.nonstop.ro
- 2001: Nominalizare la premiile ASPRO pentru romanul Ultim@vrajitoare, Ed.Paralela 45.
- 2007: Premiul „Autor European” Heidelberger Theatrestueckemarkt, pentru Amalia respiră adânc
- 2008: Nominalizare la premiul de dramaturgie al Uniunii Scriitorilor pentru romanul Kamikaze, Ed. Cartea românească
- 2014: Premiul UNITER premiul 'Piesa anului 2013' pentru În trafic
- 2015: Premiul  Fibula pentru realizări deosebite în domeniul culturii[8]
- 2019: Nominalizare la premiile Sofia Nădejde pentru romanul Ca și cum nimic nu s-ar fi întâmplat , Ed. Polirom
- 2019: Premiul pentru Proză al revistei Observator Cultural pentru romanul Ca și cum nimic nu s-ar fi întâmplat , Ed. Polirom
- 2021: Premiul pentru Proză la Gala Premiilor Sofia Nădejde pentru Literatură Scrisă de Femei pentru romanul un nor în formă de cămilă, Ed. Polirom
- 2021: Premiul pentru Proză al Radio România Cultural, pentru romanul un nor în formă de cămilă, Ed. Polirom[9]

## Művei

### Regények
- 2001 Ultima vrăjitoare, editura Paralela 45
- 2019 ca și când nu s-ar fi întâmplat nimic, editura Polirom
  - 2020 Comme si de rien n’était,  traducere Florica Courriol, editura Des Femmes/Antoinette Fouque[10]
- 2021 un nor în formă de cămilă, editura Polirom

### Színdarabok
2012 Amalia respire profondément, tradus de Mirella Patureau ,  l’Espace d’un instant

### Színházról
2010: Structuri și formule de compoziție ale textului dramatic, Editura Eikon

### Teljes szövegek
A következő teljes szövegek ingyenesen letölthetők a Liternet Kiadó honlapjáról:
- Amalia respiră adânc (2005)
- Améli sóhaja (2006)
- Decalogul după Hess (2006)
- 4atru piese (alături de Ioan Peter, Mihai Ignat, Peca Ștefan) (2006)
- Rudolf Hess tízparancsolata (2006)
- ultim@ vrăjitoare (roman) (2007)

### Fordítások
- 2018: Teatrul absurdului - Martin Esslin, Editura Nemira
- 2019: Lisa on the Beach - Anda Cadariu, Editura LiterNet

### Magyarul megjelent
- Az utolsó boszork@ny (Ultim@ vrăjitoare) – József Attila Kör L'Harmattan Kiadó, Budapest, 2007 · ISBN 9789639683662 · Fordította: Király Hajnal
- Mintha mi sem történt volna (Ca și cum nimic nu s-ar fi întâmplat) – Lector, Marosvásárhely, 2023 · ISBN 9786068957449 · Fordította: András Orsolya

## Fordítás
- Ez a szócikk részben vagy egészben  az   Alina Nelega című román Wikipédia-szócikk fordításán alapul.  Az eredeti cikk szerkesztőit annak laptörténete sorolja fel. Ez a jelzés csupán a megfogalmazás eredetét és a szerzői jogokat jelzi, nem szolgál a cikkben szereplő információk forrásmegjelöléseként.